# 扇崎秀薗
扇崎 秀園（せんざき しゅうえん）は、日本舞踊・扇崎流の名跡である。

## 初代
初代秀薗（1924年9月22日 - 1995年5月10日）は扇崎流を創始した初代家元である。
70没歳
本名は藤田 喜美男。愛媛県今治市出身で、幼少より日本舞踊や清元を学んでいた。1949年に歌舞伎俳優の2代目市川猿之助に弟子入りすると同時に坂東三津五郎 (7代目)、坂東三津之丞の元で振付を学ぶ。1951年より地唄舞神崎流家元神崎ひでの門下に入り、神崎秀薗を名乗った。のち1960年もしくは1962年に神崎流から独立し、扇崎流を創流。初代扇崎秀薗を襲名した。

## ニ代目
2代目秀薗（1959年7月12日 - ）は、初代の長男であり新宿区矢来町出身。扇崎流2世家元。本名は藤田伊昭（ふじた ただあき）。東京都に生まれ、幼少より父の指導を受け高等学、国立劇場歌舞伎俳優養成所に第5期生として入所。1979年の同所卒業と同時に六代目中村歌右衛門に入門し、中村歌司（なかむら うたし）の芸名で歌舞伎俳優となる。一方で舞踊家としては扇崎秀樹・扇崎秀禧の名前で活動した。初代秀薗が世を去ると、六代目中村歌右衛門が後見人となり家元の座二代目秀薗を継いだ。のち2009年には『薗』の字を『園』に変え、『秀園』を名乗る。
襲名前より舞台では、素踊り（紋付と袴のみ）で舞うことを基本としている。